# Kristof D'haene
Kristof D'haene (Courtrai, 6 giugno 1990) è un ex calciatore belga, di ruolo difensore.

## Statistiche

### Presenze e reti nei club
Statistiche aggiornate al 22 febbraio 2018.
| Stagione             | Squadra              | Campionato           | Campionato | Campionato | Coppe nazionali | Coppe nazionali | Coppe nazionali | Coppe continentali | Coppe continentali | Coppe continentali | Altre coppe | Altre coppe | Altre coppe | Totale | Totale | Totale |
| Stagione             | Squadra              | Comp                 | Pres       | Reti       | Comp            | Pres            | Reti            | Comp               | Pres               | Reti               | Comp        | Pres        | Reti        | Pres   | Reti   |        |
| -------------------- | -------------------- | -------------------- | ---------- | ---------- | --------------- | --------------- | --------------- | ------------------ | ------------------ | ------------------ | ----------- | ----------- | ----------- | ------ | ------ | ------ |
| 2010-2011            | Cercle Bruges        | D1                   | 22+8       | 1+2        | CB              | 5               | 2               | UEL                | 3                  | 0                  | -           | -           | -           | 38     | 5      |        |
| 2011-2012            | Cercle Bruges        | D1                   | 25+3       | 3          | CB              | 2               | 0               | -                  | -                  | -                  | -           | -           | -           | 30     | 3      |        |
| 2012-2013            | Cercle Bruges        | D1                   | 24+8       | 0          | CB              | 6               | 1               | -                  | -                  | -                  | -           | -           | -           | 38     | 1      |        |
| 2013-2014            | Cercle Bruges        | D1                   | 26+6       | 1          | CB              | 3               | 0               | -                  | -                  | -                  | -           | -           | -           | 35     | 1      |        |
| 2014-2015            | Cercle Bruges        | D1                   | 26+4       | 1+2        | CB              | 6               | 1               | -                  | -                  | -                  | -           | -           | -           | 36     | 4      |        |
| Totale Cercle Bruges | Totale Cercle Bruges | Totale Cercle Bruges | 123+29     | 6+4        |                 | 22              | 4               |                    | -                  | -                  |             | -           | -           | 177    | 14     |        |
| 2015-2016            | Kortrijk             | D1                   | 16+8       | 1+1        | CB              | 3               | 0               | -                  | -                  | -                  | -           | -           | -           | 27     | 2      |        |
| 2016-2017            | Kortrijk             | D1                   | 20+9       | 0          | CB              | 3               | 0               | -                  | -                  | -                  | -           | -           | -           | 32     | 0      |        |
| 2017-2018            | Kortrijk             | D1                   | 22         | 1          | CB              | 4               | 0               | -                  | -                  | -                  | -           | -           | -           | 26     | 1      |        |
| Totale Kortrijk      | Totale Kortrijk      | Totale Kortrijk      | 58+17      | 2+1        |                 | 10              | 0               |                    | -                  | -                  |             | -           | -           | 85     | 3      |        |
| Totale carriera      | Totale carriera      | Totale carriera      | 227        | 13         |                 | 32              | 4               |                    | 3                  | 0                  |             | -           | -           | 262    | 17     |        |